# Ratpenat de xarretera de Hayman
El ratpenat de xarretera de Hayman (Micropteropus intermedius) és una espècie de ratpenat que es troba a Angola i a la República Democràtica del Congo.